# 사망자 수 순 집단학살 목록
이 사망자수 순 집단살해 목록은 직접 또는 간접적 학살로 발생한 모든 사망자 추정치를 기준으로 한 학살 목록이다.

## 집단살해 및 추정된 집단살해
국제 연합 집단살해죄의 방지와 처벌에 관한 협약(CPPCG)은 집단살해를 "국가적, 민족적, 인종적, 종교적 집단 전체 또는 일부를 파괴할 목적으로 저지르는 행위"로 정의한다. 어떤 역사적 사건이 집단 학살로 규정되는지 아니면 단순한 범죄 또는 비인도적 행위인지는 분명하게 결정할 수 없다. 거의 모든 대량 학살의 경우 거의 비난받으며 다양한 파르타잔의 경우에는 사건의 해석과 세부적 이의제기가 나타나 종종 사실과 다른 경우로 알려지기도 한다. 집단 학살의 비난은 항상 논쟁에 있다. 각각의 학살에서 사망자는 정치, 종교, 인종적 편견이나 선입견과 마찬가지로 측정이 어려우며 자주 예상치가 낮아지거나 과장되기도 한다. 아래 목록의 사망자 일부는 간접적인 학살로 인한 사망자가 포함될 수 있으며 영양 실조나 질병 등 의도치 않은 원인으로 사망할 수도 있다.
이 집단 학살 및 집단 학살 추정 목록은 이와 같은 맥락에서 이해하며 반드시 해당 사건이 최종적인 수치가 아님을 알아야 한다.
| 최저 추정치   | 최대 추정치   |                                | 사건                                                            | 위치                                                 | 시작 시기 | 종료 시기 | 비고 |
| ------------- | ------------- | ------------------------------ | --------------------------------------------------------------- | ---------------------------------------------------- | --------- | --------- | --- |
| 4,194,200명   | 17,000,000명  |                                | 홀로코스트                                                      | 유럽                                                 | 1941년    | 1945년    | 6백만명의 유대인 및 로마니인이 집단 학살당했다. 로마니족 사망자의 최대 수치는 대부분 20만명~50만명 내에 있지만 몇몇 추정치는 백만명이기도 하다. 홀로코스트의 넓은 정의로는 정치적, 종교족 방해자, T-4 작전으로 사망한 장애인 20만명, 2~3백만명의 소련 포로, 5천명의 여호와의 증인 교도, 15,000명의 동성애자, 소수의 혼혈아들(라인란트 사생아로 불림), 백만명의 폴란드인, 소비에트 연방 시민 등 약 1700만명까지 추정하기도 한다. 홀로코스트, 포라이모스, 제네럴플랜 오스트, 나치즘의 결과 참조 |
| 3,000,000명   | 10,200,000명  |                                | 아시안 홀로코스트                                               | 아시아, 오세아니아                                   | 1941년    | 1945년    | 아시안 홀로코스트는 일본 제국에 의해 저질려진 전쟁 범죄이다. R. J. 롬멜의 추측에 따르면, 1937년부터 1945년 중일 전쟁 기간 동안 중국인 390만명이 집단 학살을 당했으며, 특히 난징 학살 기간 동안 30만명의 민간인이 학살당했다고 증언하고 있다. 또한, 마닐라 학살로 필리핀인 10만명이 학살당하고 매일 20명의 필리핀인이 사망했다. 싱가포르에서는 1942년 2월 한달간 5만명에서 9만명 이상이 학살당했다. 이 외에도, 베트남인, 캄보디아인, 라오스인, 버마인, 인도인, 말레이시아인, 인도네시아인, 한국인, 미국인, 호주인 등 전쟁 기간 동안 전쟁 포로와 민간인에 대한 학살, 생화학 무기를 이용한 학살 등등이 있으며 각각은 거의 추측 불가능하다. |
| 2,582,000명   | 8,000,000명   |                                | 홀로도모르 (1932년~1933년 소비에트 연방 대기근)                 | 우크라이나 소비에트 사회주의 공화국                  | 1932년    | 1933년    | 홀로도모르는 1932년~1933년 소비에트 연방 대기근 기간 동안 이오시프 스탈린이 저지른 우크라이나의 대기근이었다. 홀로도모르는 현대에 우크라이나 정부에서 우크라이나인에 대한 집단 학살로 규정하고 있다. 2008년 3월 기준으로, 우크라이나 및 9개 국가에서 소비에트 연방 정부의 행동을 대학살로 규정하고 있다. 2003년 국제 연합의 공동 성명은 우크라이나인, 러시아인, 카자흐인 및 기타 소비에트 연방의 소수민족 사망자들은 전제주의식 정책 및 비인도주의적 행동의 결과라고 규정하고 있다. 2008년 10월 23일, 유럽 의회는 홀로도모르를 인도에 반한 죄로 인정하는 결의안을 채택했다. 2010년 1월 12일, 키예프 법원에서는 "1932년부터 1933년까지 우크라이나의 집단 학살 - 홀로도모르 기근의 사실"이라는 청문회를 열었으며, 이전인 2009년 5월에서는 우크라이나 보안원이 "1932년부터 1933년까지 우크라이나의 집단 학살에 관하여"라는 형사 사건 심의를 시작했다. 2010년 1월 13일, 우크라이나 대법원은 이오시프 스탈린 및 기타 볼셰비키 지도자들을 우크라이나의 대량 학살 혐의로 판결하였다. |
| 2,000,000명   | 100,000,000명 |                                | 아메리카의 유럽 식민지화                                        | 아메리카                                             | 1492년    | 1900년    | 비록, 큰 논란이 있지만 데이비드 스탠나드와 하워드 진 같은 일부 역사학자들은 유럽인들의 식민지화 기간 동안 남북아메리카 토착민들의 질병, 추방, 사망을 집단 학살 또는 집단 학살들의 묶음으로 고려하기도 한다. 이 사건은 유럽인으로부터 전달된 감염병이 아메리카 토착민들에게는 면역이 없어 발생한 대규모 사망자들과도 집단 학살이 연관되어 있다(아메리카 토착민의 인구 역사 참조). 몇몇 추정치는 천연두의 범유행으로 인해 토착민들의 80~90%가 치사했다고 추정하기도 한다. 노블 데이비드 쿡에 따르면, "구세계와 신세계가 접촉한 이후 첫 세기에는 토착민 수백만명이 사망했고 매우 적은 수의 스페인인이 사망했다"라고 말했다. 스탠포드 풀은 "서반구에서 무슨 일이 일어났는지는 다양한 추측을 할 수 있지만, 대량 학살이 그 중 하나는 아니다. 이것은 슬로건과 소리가 학습과 반응으로 되돌아온 시대에 최고의 선전이다."라고 말했다. |
| 1,500,000여명 |               |                                | 엘리자베스 1세 치세 당시 튜더 왕가의 아일랜드 대학살            | 아일랜드                                             | 1558년    | 1605년    | |
| 1,500,000명   |               | 하자라족의 60%, 약 2,500,000명 | 하자라족 집단 학살                                              | 아프가니스탄                                         | 1888년    | 1890년대  | |
| 1,000,000명   | 3,000,000명   |                                | 나이지리아 내전                                                 | 나이지리아                                           | 1967년    | 1970년    | 1960년 나이지리아의 독립 이후, 하우사족, 요루바족, 이그보족 등 3개 민족이 갈라져 정치적 영역에서 다투고 있었다. 이그보족은 하우사족 장군인 야쿠부 고원가 이그보족 대통령 존슨 아그이이론시를 암살할 때까지 나이지리아 정치 대부분을 장악했다. 결국 이그보족은 나이지리아에서 떨어지고 비아프라 공화국을 세웠다. 이그보족은 1967년 식량 공급이 차단될 때까지 우세해 있었다. 1968년 중반 이그보족의 50%가 굶주리고 있었으며 수천 명 이상이 하우사족 및 요루바족 군인들에게 학살당했다. 1970년 이그보족이 나이지리아에게 항복한 이후, 약 백만명에서 3백만명의 이그보족이 굶주리거나 사망했다. |
| 1,000,000명   | 3,000,000명   |                                | 킬링필드                                                        | 캄보디아                                             | 1975년    | 1979년    | 2010년 9월 기준으로, 누구도 이 학살에 대한 유죄 혐의가 없었지만 2010년 9월 16일 크메르 루즈의 최측근이자 현재까지 생존하던 캄보디아의 고위자 누온 찌어가 전쟁 범죄와 인도에 반한 죄로 유죄 혐의를 받았다. 그는 캄보디아와 국제 연합의 특수 집단 학살 재판에서 외국 심사 위원의 판결을 받았다. |
| 1,200,000명   | 2,400,000명   |                                | 마파                                                            | 대서양                                               | 16세기    | 19세기    | 역사학자 찰스 피트 배너헤일리는 노예 제도를 "직접적이지 않은 학살"이자 "신세계에서 아프로 아메리카인의 창조 결과"라고 말했다. 아프리카인 노예들은 아프리카에서 이동하던 중 다수가 사망했다. 아프리카에서 노예를 얻던 중과 미국 내에서 사망한 수를 합치면 사망자 수는 더욱 증가할 수 있다. 16세기 전까진 아프리카 부족의 노예 시장은 주로 중동이 차지하고 있었다. 이의 목격자인 구스타프 나흐티갈은 시장에 도착한 모든 노예가 도중에 죽었다고 믿고 있다. |
| 500,000명     | 1,000,000명   |                                | 르완다 집단 학살                                                | 르완다                                               | 1994년    | 1994년    | 후투족이 비무장 민간인과 어린이를 죽였다. 집단 학살의 가해자인 파르타잔 50명이 르완다 국제형사재판소에서 재판을 받았지만, 대부분이 증거가 없어 유죄 청구되지 않았다. 약 12만명이 르완다에서 체포되었다. 이들 중 6만명은 가카카 법원에서 유죄 판결을 받았다. 자이르(콩고 민주 공화국)로 도망친 대량 학살 가해자들은 르완다 및 우간다의 침공(제1차 콩고 전쟁, 제2차 콩고 전쟁)을 정당화하는 데 이용했다. |
| 500,000명     | 3,000,000명   |                                | 제2차 세계 대전 이후 독일인의 추방                              | 유럽                                                 | 1945년    | 1950년    | 적어도 1200만명이 독일 내로 추방되었으며, 현대사에서 단일 민족의 이동 중 가장 큰 이주로 평가되고 중앙유럽과 동유럽에서 전후 추방 사건 중 가장 크다. 이 사건은 고전적인 인구 이동 또는 인종 청소로 간주된다. 마틴 쇼(2007년)와 W.D. 루빈슈타인(2004년)은 이 추방을 집단 학살로 규정했다. 1991년 펠릭스 에르마코르는 이를 소수에 대한 제노사이드로 평가하며, 수데첸 독일인들을 포함한 집단 학살로 규정하기도 한다. |
| 480,000명     | 600,000명     | 오이라트의 80%, 600,000명      | 준가르 칸국 집단 학살                                           | 서몽골, 카자흐스탄, 키르기스스탄 북부, 시베리아 남부 | 1755년    | 1758년    | 건륭제는 본토에 남아있던 중가르 인들을 이주시키고 장군들에게 청나라 병사들이 바리쿤 카자흐 자치현 또는 쑤저우 구에서 모든 남성과 아이들을 죽일 것을 명령했다. 이 전쟁에서, 위원은 중가르인의 40%가 천연두로 사망했고, 20%는 러시아나 카자흐 칸국으로 도망쳤으며, 나머지 30%는 수천리 길이의 길에서 유르트가 없는 지역에 항복한 자를 제외한 전원을 죽였다. 클라크는 480,000명에서 600,000명 사이인 60%가 학살당했으며, 1755년에서 1758년 사이 "중구르 국가 뿐 아니라 중구르 인까지 완전한 파괴를 당했다"라고 주장했다. 역사학자 티퍼 페르듀는 중구르 인의 멸망이 건륭제가 멸종에 대한 확실한 정책의 결과로 일어났다고 말했다. 비록 이 "의도적인 집단 학살"은 현대의 학자들이무시하지만, 집단 학살에 대한 연구를 하고 있는 역사학자 마크 레베네는 중구르 인의 멸망이 "18세기의 집단 학살"로 인해 일어났다고 주장하고 있다. |
| 400,000명     | 1,500,000명   |                                | 체르케스 집단 학살                                              | 체르케스인                                           | 1817년    | 1864년    | 더 이상 러시아 제국과 현대 러시아 사이의 법률 연속성은 없지만, 집단 학살이라는 개념은 국제법에서 20세기에야 채택되었고 2005년 7월 5일에 러시아의 다양한 체르케스 민족을 통합한 조직인 체르케스 의회는 모스크바가 이 학살을 처음으로 인정하고 체르케스 인에 대한 차르의 인종청소 정책에 대해 사과했다고 밝혔다. 이들은 "공식적 문서에 따르면, 40만명의 체르케스인이 사망하고 497,000명은 터키 등의 외국으로 망명했으며 8만명은 원시 지역으로 도망가서 살았다"라고 말했다. 최대치가 적혀 있는 다른 문서들에 따르면, 백만명에서 150만명이 사망했다고 추정하고 있다. |
| 300,000명     | 1,500,000명   |                                | 아르메니아인 집단 학살                                          | 아나톨리아                                           | 1915년    | 1923년    | 20세기의 첫 집단 학살로 불린다. 21개 국가가 아르메니아인 집단 학살을 인정함에도 불구하고, 터키는 오스만 제국의 학살을 부정하고 있다. |
| 300,000명     | 500,000명     |                                | 라스카자치바니예                                                | 소비에트 연방 돈 강 지역                             | 1919년    | 1920년    | 10월 혁명으로 적백 내전이 발발한 이후, 코사크는 양 진영에서 충돌을 겪고 있었다. 많은 코사크인 장군들은 하얀 군대 편에 서서 붉은 군대에 대항해 싸웠다. 백군의 패배에 이어, 라스카자치바니예 정책으로 코사크인이 생존했지만 이 때부터 새로운 정권에 잠재적인 위협으로 간주되었다. 이의 대부분은 다른 공화국과 새로운 소수 민족 자치국으로 분할하고, 적극적으로 이들에 대한 정착을 장려했다. 이는 특히 테레크 코사크인에게 돌아갔다. 마이클 코르트에 따르면 "1919년부터 1920년까지 약 3백만명이 추방되었으며 볼셰베키들은 30만~50만명의 코사크인을 죽였다"라고 말했다. |
| 275,000명     | 750,000명     |                                | 아시리아인 집단 학살                                            | 아나톨리아                                           | 1915년    | 1918년    | 터키는 부정하고 있지만, 집단 학살로 평가하고 있다. |
| 270,000명     | 655,000명     |                                | 우스타샤의 세르비아인, 유대인, 로마니인, 크로아티아인 집단 학살 | 크로아티아                                           | 1941년    | 1945년    | 크로아티아 독립국의 지배 기간 동안, 우스타샤는 나치 독일과 비슷한 공식적인 인종 정책을 수립했다. 크로아티아 독립국의 홀로코스트도 참조하라. |
| 200,000명     | 1,000,000명   |                                | 그리스인 집단 학살                                              | 아나톨리아                                           | 1915년    | 1918년    | 터키는 부정하고 있지만, 집단 학살로 평가하고 있다. |
| 178,258명     | 400,000명     |                                | 다르푸르 분쟁                                                   | 수단                                                 | 2003년    | 2010년    | 다르푸르 분쟁의 국제적 대응 참조. |
| 150,000명     | 500,000명     |                                | 에티오피아 집단 학살                                            | 에티오피아                                           | 1974년    | 1991년    | 전 에티오피아의 독제자 멩기스투 하일레 마리암은 집단 학살에 대한 범죄를 발견하고 에티오피아 대법원의 부재중 재판에서 사형 선고를 받았다. |
| 100,000명     | 200,000명     |                                | 마야인 집단 학살                                                | 과테말라                                             | 1962년    | 1996년    | 역사 정화위원회에 따르면 집단 학살로 규정하고 있다. |
| 80,000명      |               | 저몽골인의 40%, 20만명         | 저몽골인 집단 학살                                              | 중국 칭하이성과 티베트 자치구 영역                   | 1723년    | 1725년?   | 저몽골이 1723년 청나라에 대해 반란을 시도하지만 실패했다. |
| 60,000명      | 200,000명     |                                | 볼히미나와 동갈리치아의 폴란드인 집단 학살                      | 폴란드                                               | 1943년    | 1944년    | 폴란드 동부의 폴히미나와 동갈리치아(현 우크라이나)에서 우크라이나 집단 우크라이나 민족주의 단체(OUN), 우크라이나 반란군(UPA), 14 SS무장척탄병사단 (1 우크라니아) 등이 폴란드인을 학살했다. |

## 같이 보기
- 사망자 순 전쟁 목록
- 사망자 순 전쟁 및 인위적 재난 목록
- 진행 중인 군사 분쟁
- 진행 중인 시위